# Özge Özacar
Özge Özacar (Istanbul, 22 aprile 1995) è un'attrice, cantante e ballerina turca, nota per aver interpretato il ruolo di Azra Yılmaz nella serie Come sorelle (Sevgili Geçmiş).

## Biografia
Nata nel 1995 a Istanbul (Turchia), Özge Özacar oltre al turco parla fluentemente l'inglese e il francese e oltre alla recitazione si dedica anche alla danza e alla lettura.
Dopo aver completato l'istruzione primaria e secondaria, ha deciso di iscriversi presso il dipartimento di giornalismo dell'Università di Marmara, dove al termine degli studi ha conseguito la laurea. Si è formata in recitazione presso l'Istanbul Centre ed ha seguito lezioni impartire dalla regista Zeynep Günay Tan. Nel 2015 ha iniziato la sua carriera di recitazione con il ruolo di Müge nella serie in onda su Star TV Tatlı Küçük Yalancılar.
Nel 2016 ha interpretato il ruolo di Zeynep nella serie in onda su Show TV Oyunbozan. L'anno successivo, nel 2017, ha ricoperto il ruolo di Meltem nella serie in onda su TRT 1 Lise Devriyesi. Nel 2017 e nel 2018 ha interpretato il ruolo di Naz Sargun nella serie in onda su Kanal D Meryem.
Nel 2019 è stata scelta per interpretare il ruolo di Azra Yılmaz nella serie in onda su Star TV Come sorelle (Sevgili Geçmiş), insieme alle attrici Ece Uslu, Sevda Erginci, Melis Sezen ed Elifcan Ongurlar. Nello stesso anno ha ricoperto il ruolo di Didem nel film Hababam Sınıfı Yeniden diretto da Doğa Can Anafarta. Nel 2020 e nel 2021 ha interpretato il ruolo di Meltem Serez nella serie in onda su Fox Kefaret. Nel 2021 ha ricoperto il ruolo di Çiğdem nella serie di puhutv Seyyar.
Nel 2022 ha ricoperto il ruolo di Cansu Erim nella serie in onda su Show TV Baba. Nello stesso anno è entrata a far parte del cast della serie di beIN CONNECT Dreams and Realities - La forza dei sogni (Hayaller ve Hayatlar), nel ruolo di Mehveş. Nel 2023 ha interpretato il ruolo di Arzu nel film di Disney+ L'usignolo di Bursa (Bursa Bülbülü) diretto da Hakan Algül. Nello stesso anno ha ottenuto il ruolo di Melike Dağveren nella serie in onda su Fox Kısmet ed ha preso parte al programma televisivo in onda su TV8 O Ses Türkiye Yılbaşı Özel. Nel 2024 e nel 2025 è stata scritturata per interpretare il ruolo di Görkem Erdem nella serie in onda su Show TV Kızılcık Şerbeti.

## Filmografia

### Cinema
- Hababam Sınıfı Yeniden, regia di Doğa Can Anafarta (2019)
- L'usignolo di Bursa (Bursa Bülbülü), regia di Hakan Algül (2022)

### Televisione
- Tatlı Küçük Yalancılar – serie TV, 10 episodi (Star TV, 2015)
- Oyunbozan – serie TV, 5 episodi (Show TV, 2016)
- Lise Devriyesi – serie TV, 11 episodi (TRT 1, 2017)
- Meryem – serie TV, 27 episodi (Kanal D, 2017-2018)
- Come sorelle (Sevgili Geçmiş) – serie TV, 8 episodi (Star TV, 2019)
- Kefaret – serie TV, 35 episodi (Fox, 2020-2021)
- Seyyar – serie TV, 10 episodi (puhutv, 2021)
- Baba – serie TV, 15 episodi (Show TV, 2022)
- Dreams and Realities - La forza dei sogni (Hayaller ve Hayatlar) – serie TV, 20 episodi (beIN CONNECT, 2022)
- Kısmet – serie TV, 10 episodi (Fox, 2023)
- Kızılcık Şerbeti – serie TV (Show TV, 2024-2025)

## Programmi televisivi
- O Ses Türkiye Yılbaşı Özel (TV8, 2023) - guest star

## Doppiatrici italiane
Nelle versioni in italiano dei suoi film e delle sue serie TV, Özge Özacar è stata doppiata da:
- Erica Necci[41] in Come sorelle,[42] in Dreams and Realities - La forza dei sogni[43]

## Riconoscimenti
- Pantene Golden Butterfly Awards
  - 2023: Candidata come Miglior attrice in una serie di commedia romantica per Kısmet[44]